# 50e breedtegraad noord
De 50e breedtegraad noord is een denkbeeldige cirkel op de Aarde op 50 graden ten noorden van de evenaar. De breedtegraad bevindt zich op 40 graden ten zuiden van de geografische Noordpool.

## Landen en zeeën

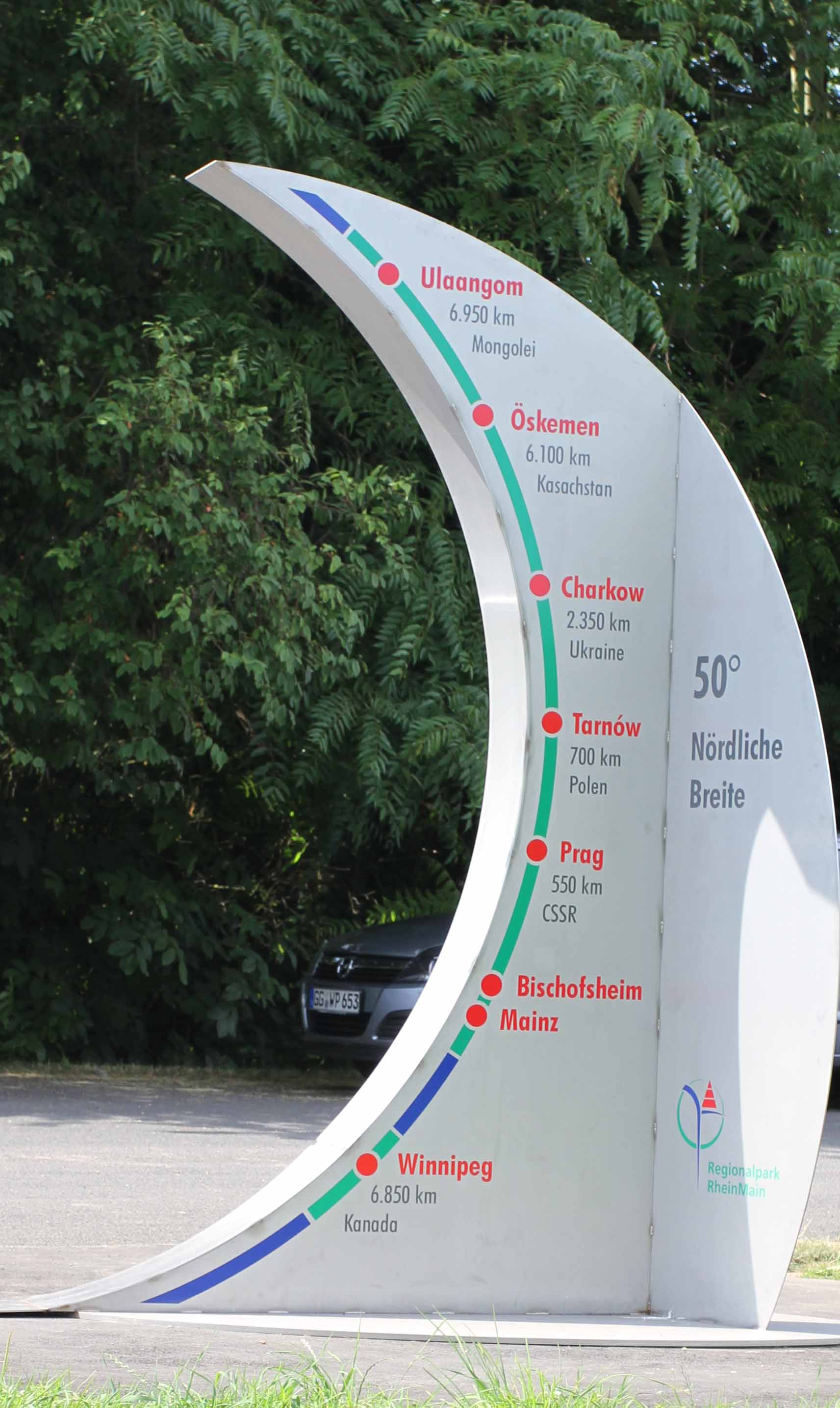
Een sculptuur in het Regionalpark Rhein-Main in Duitsland verwijzend naar de stad Mainz en andere steden in de wereld op de 50e breedtegraad

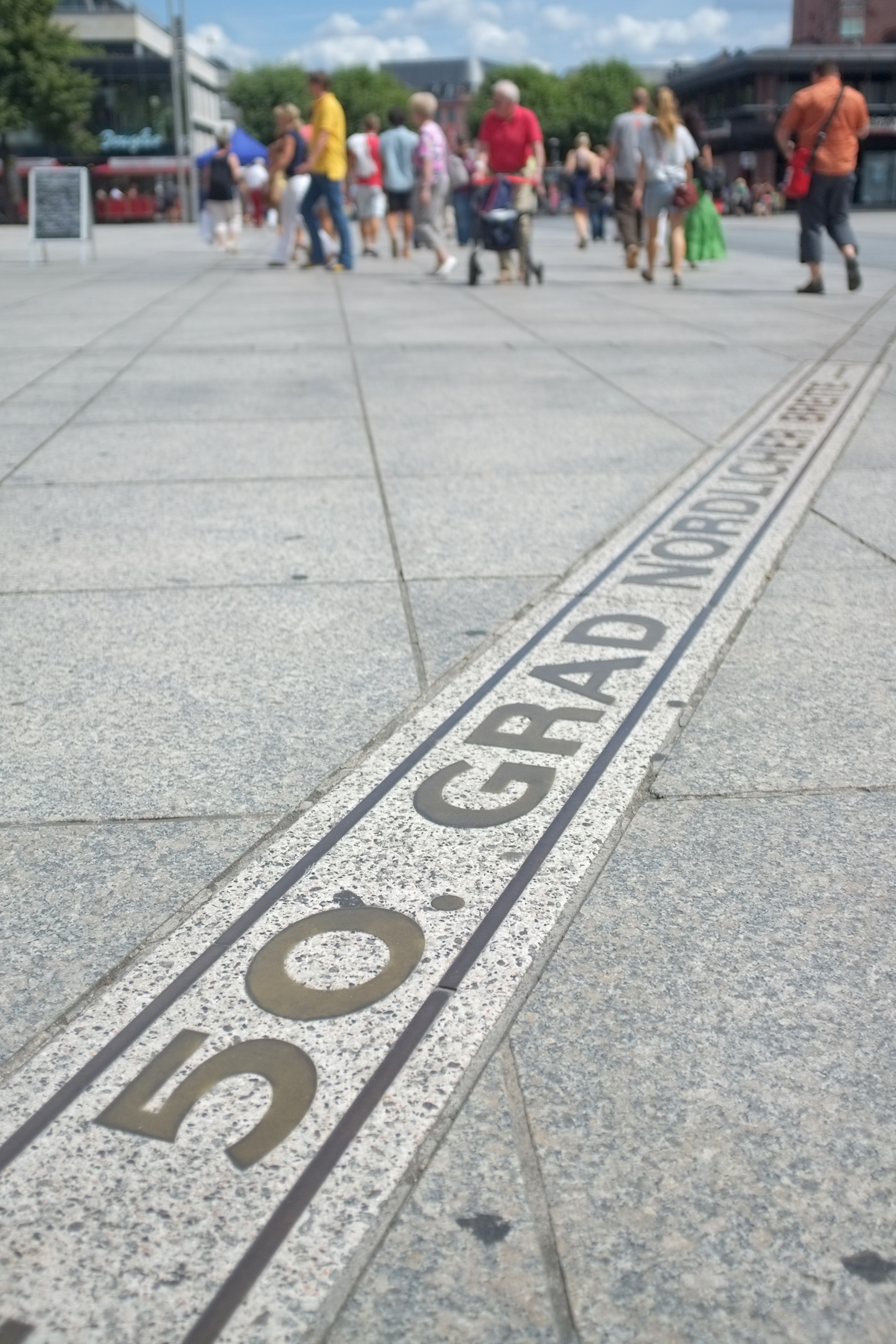
50e breedtegraad markering in Mainz, Duitsland

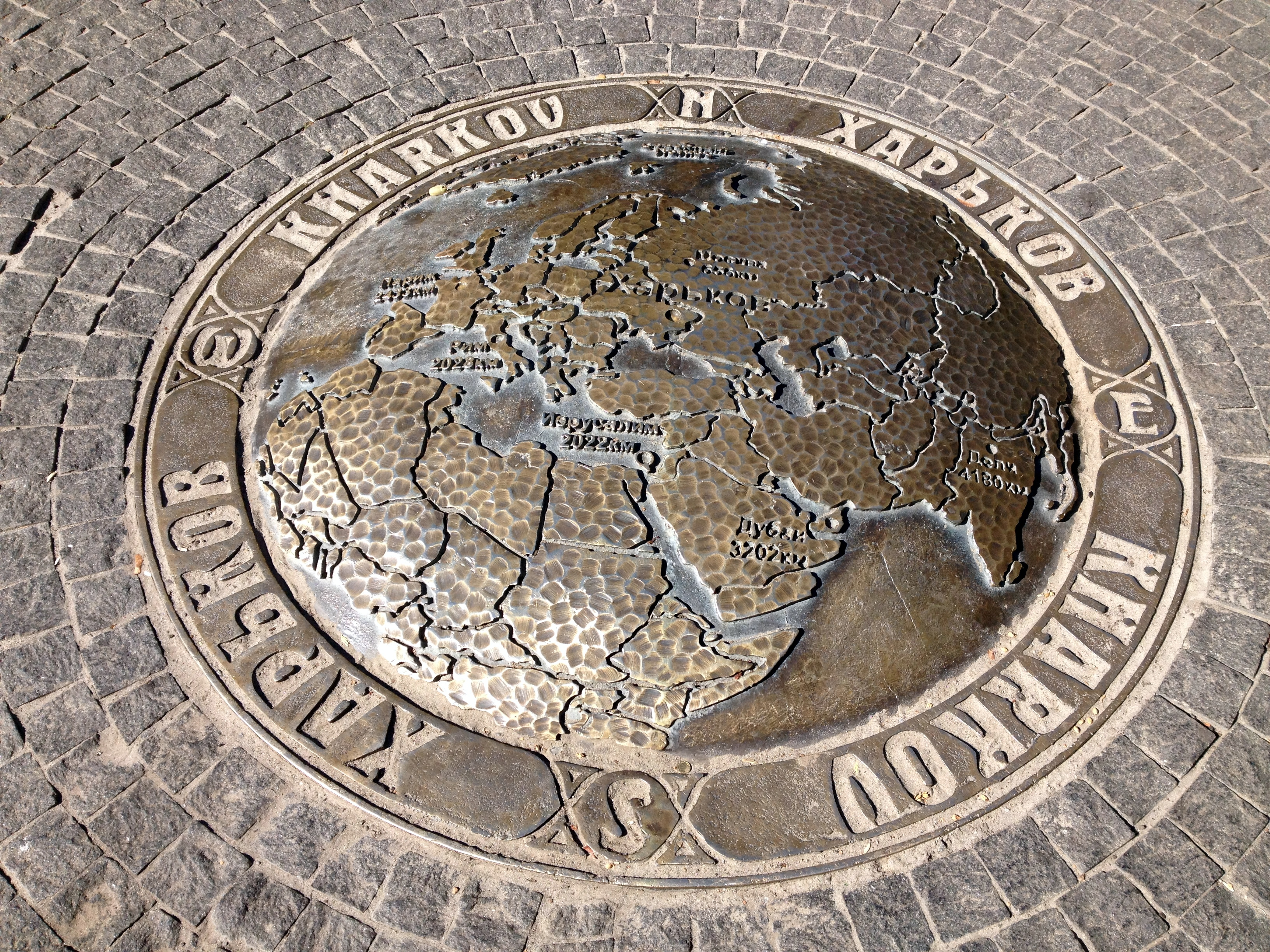
Een 50e breedtegraad plaque in Kharkiv, Ukraïne

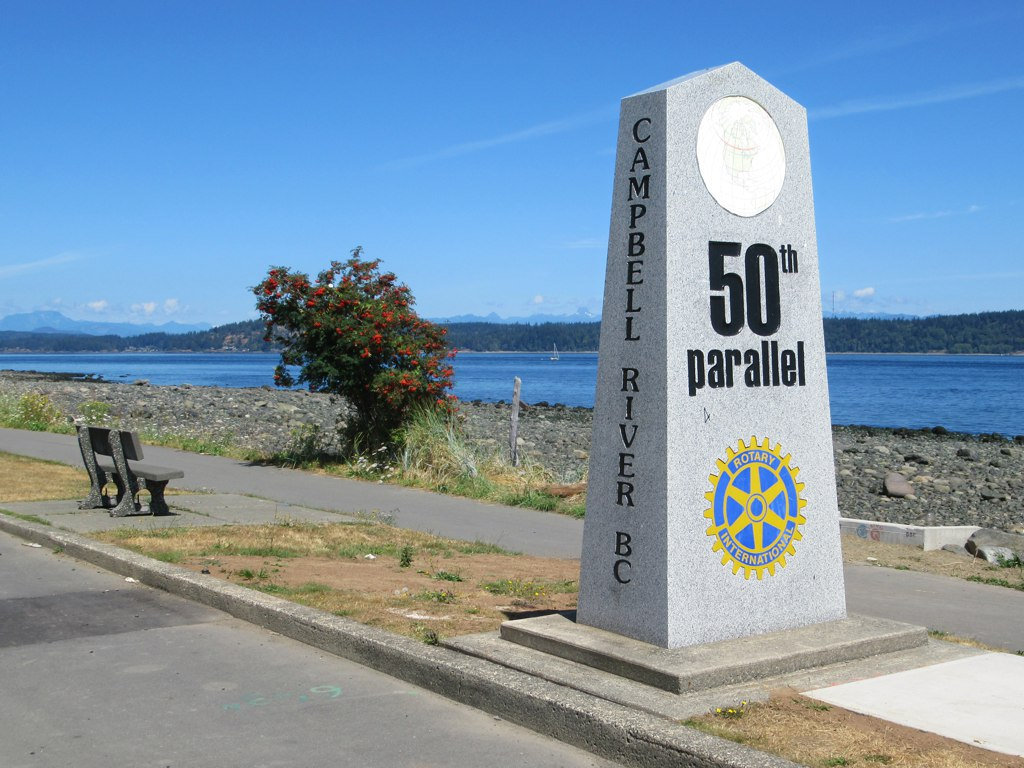
50e breedtegraad aanduiding naast de Old Island Highway in Campbell River, Brits-Columbia, Canada

Overzicht van landen en zeeën op de 50e breedtegraad noord. Bovenaan staat het gebied op nulmeridiaan.
| Land of zee         | Opmerking                                                   |
| ------------------- | ----------------------------------------------------------- |
| Nauw van Calais     |                                                             |
| Frankrijk           | Hauts-de-France                                             |
| België              | Wallonië                                                    |
| Frankrijk           | Champagne                                                   |
| België              | Wallonië                                                    |
| Luxemburg           |                                                             |
| Duitsland           |                                                             |
| Tsjechië            |                                                             |
| Polen               |                                                             |
| Tsjechië            |                                                             |
| Polen               |                                                             |
| Oekraïne            |                                                             |
| Rusland             |                                                             |
| Oekraïne            |                                                             |
| Rusland             |                                                             |
| Kazachstan          |                                                             |
| Rusland             |                                                             |
| Kazachstan          |                                                             |
| Rusland             |                                                             |
| Mongolië            |                                                             |
| Rusland             |                                                             |
| Mongolië            |                                                             |
| Rusland             |                                                             |
| Mongolië            |                                                             |
| Rusland             |                                                             |
| Mongolië            |                                                             |
| Rusland             |                                                             |
| Mongolië            |                                                             |
| Rusland             |                                                             |
| Mongolië            |                                                             |
| Rusland             |                                                             |
| Mongolië            |                                                             |
| Rusland             |                                                             |
| China               |                                                             |
| Rusland             |                                                             |
| Tatarensont         |                                                             |
| Rusland             | Het eiland Sachalin                                         |
| Zee van Ochotsk     |                                                             |
| Grote Oceaan        |                                                             |
| Canada              | Brits-Columbia Alberta Saskatchewan Manitoba Ontario Quebec |
| Saint Lawrencebaai  |                                                             |
| Canada              | Newfoundland, Newfoundland en Labrador                      |
| Atlantische Oceaan  |                                                             |
| Verenigd Koninkrijk | Engeland                                                    |